# Mynni Luukkainen
Mynni "Infection" Luukkainen (Jyväskylä, 27 de septiembre de 1981) es un músico finlandés, más conocido como el vocalista de la banda Sotajumala.

## Historia
En 1996, Mynni Luukkainen se incorpora a la banda Unveiled siendo el vocalista, guitarrista y ocasionalmente bajista. Que en aquella banda lanzó dos demos Entrance My Night Immortal (1997) y Promo 2000 (2000), dos EPs Suicide Inc. (2001) y Provocation 2001 (2001), y álbum de estudio Anti-God Behavior (2002). Luukkainen busca otra oportunidad, donde entra en la banda Melodic death metal Obscurant, donde Luukkainen tomaba los papeles de vocalista y guitarrista, por lo tanto en dicha banda ha alcanzado dos álbumes de estudio Lifeform: Dead (2002) y First Degree Suicide (2005).
En 2002, Luukkainen no le bastaba con estar en dos bandas, así que se adentra en la banda de Black metal Horna siendo por cinco años solamente el bajista, donde fue apodado como "Infection", Luukkainen ingresa a la banda Alghazanth el año 2002 que luego se retiraría en el 2005.En 2004 Mynni Luukkainen integra en la banda Sotajumala donde él es vocalista y letrista de la banda.

## Discografía
Unveiled
- 2002 - Anti-God Behavior

Horna
- 2003 - Viha ja viikate
- 2003 - Talismaani
- 2007 - Pimeyden hehku
- 2007 - Horna / Peste Noir (split)
- 2008 - Sanojesi äärelle

Obscurant
- 2002 - Lifeform: Dead
- 2005 - First Degree Suicide

Sotajumala
- 2005 - Sotajumala / Torture Killer (split)
- 2007 - Kuolinjulistus (single)
- 2007 - Teloitus
- 2007 - Death Metal Finland special edition
- 2010 - Sotajumala / Deathchain (split)
- 2010 - Kuolemanpalvelus
- 2015 - Raunioissa

Ajattara
- 2009 - Joululevy
- 2011 - Murhat

De Lirium's Order
- 2008 - Diagnosis